# Саммерс, Сара Роуз
Сара Роуз Саммерс (англ. Sarah Rose Summers; род. 4 ноября 1994, Омаха, Небраска) — американская фотомодель; обладательница титула «Мисс США 2018».

## Биография
Сара Роуз Саммерс родился 4 ноября 1994 года в городе Омахе в штате Небраска в Соединённых Штатах Америки и выросла в Папиллионе в столичном районе Омаха-Каунсил-Блаффс. В четыре года девочка была госпитализирована с диагнозом Идиопатическая тромбоцитопеническая пурпура (ИТП), но медики выходили малышку.
Саммерс окончила Южную среднюю школу Papillion-La Vista, а затем получила две степени с отличием в Техасском христианском университете в области развития детей. Будучи студенткой, она также присоединилась к женскому обществу Zeta Tau Alpha (ΖΤΑ) основанном ещё в 1898 году. Саммерс работала сертифицированным специалистом по детским проблемам, прежде чем стать «Мисс США».
Саммерс начала свою конкурсную карьеру в возрасте десяти лет, убедив родителей разрешить ей участвовать в конкурсах, когда они получили открытку с рекламой местного детского конкурса красоты. После четырёх лет соревнований она выиграла титул Национальной американской мисс Небраска (англ. National American Miss Nebraska) среди подростков 2009 года, представляла Небраску на национальном конкурсе и была коронована как Национальная американская мисс среди подростков 2009–2010 годов.
В 2012 году Саммерс была коронована как Мисс Небраска Подросток США. Она представляла Небраску на Мисс Подросток США 2012 в «Atlantis Paradise Island» в Нассау на Багамах, но фортуна обошла её стороной. В конце своего правления она короновала Жасмин Фьюлберт (англ. Jasmine Fuelberth) как свою преемницу.
После небольшого перерыва Саммерс вернулась на подиум и стала основательно готовится к конкурсу «Мисс Небраска».

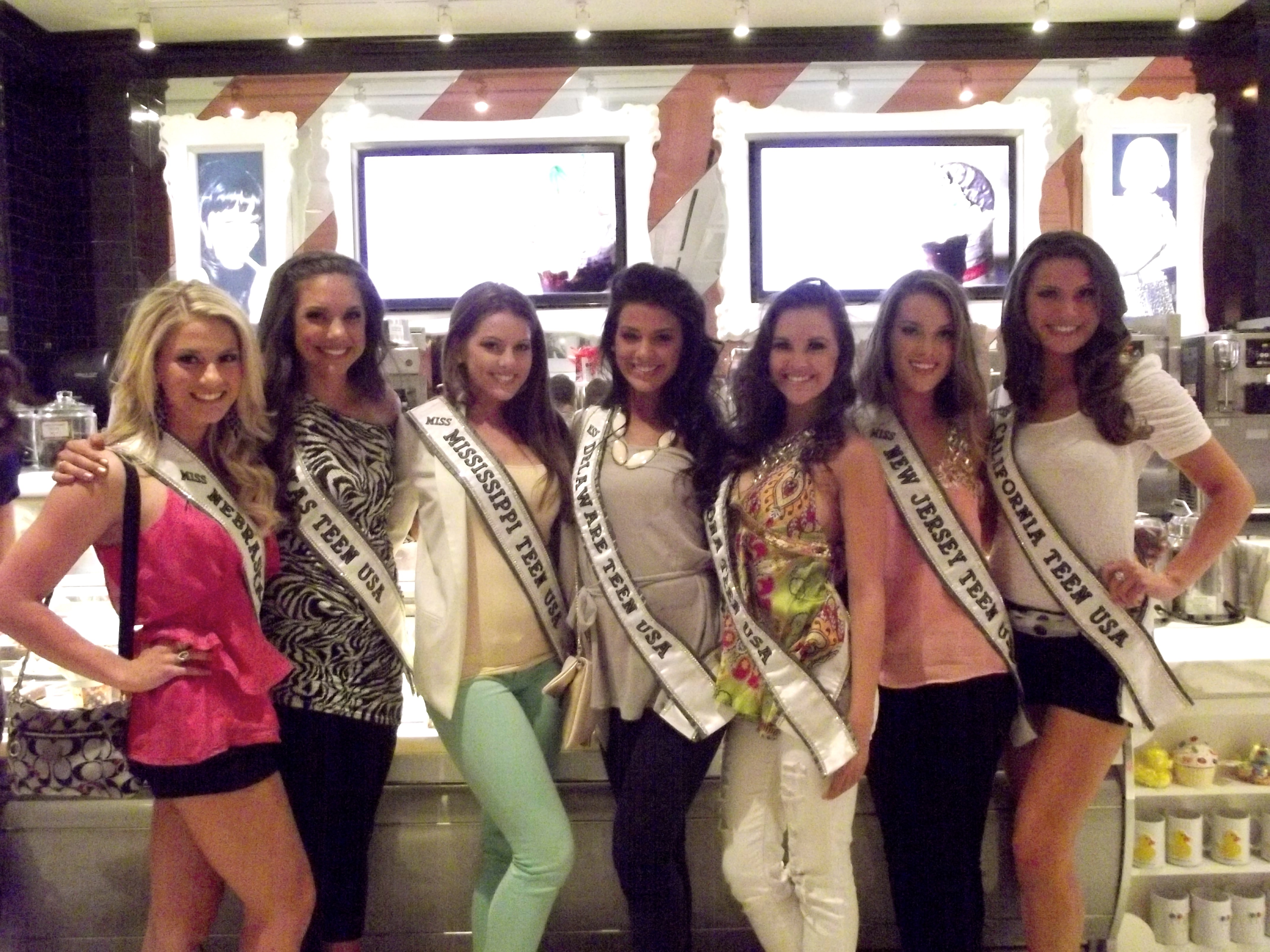
Саммерс (слева) вместе с другими призёрами конкурса красоты «Мисс США»

В 2018 году С. Р. Саммерс была коронована как Мисс Небраска США 2018 и это открыло её дорогу на национальный конкурс «Мисс США», где она навсегда вошла в историю как первая девушка из штата Небраска, выигравшая титул «Мисс США».
В качестве «Мисс США» она представляла Соединённые Штаты Америки на международном конкурсе красоты «Мисс Вселенная 2018», где вошла в двадцатку финалисток. Её национальный костюм был основан на красной розе, национальном цветке Соединённых Штатов Америки, который также является вторым именем Саммерс. В конечном итоге победительницей стала филиппино-австралийская модель Катриона Элиса Магнайон Грей. Саммерс закончила свое правление 2 мая 2019 года после коронации Чесли Коррин Крист как «Мисс США» 2019 в городе Рино, штат Невада.
Саммерс вызвала негативную реакцию в средствах массовой информации во всем мире после того, как она была запечатлена на видео, имитирующей акцент двух азиатских соперниц во время конкурса «Мисс Вселенная 2018», что сочли проявлением расизма. На видео, размещенном в Instagram, она подражала акцентам, жестам и речи «Мисс Камбоджа» Рерн Синат и «Мисс Вьетнам» Х'Хен Ниэ. Позже Саммерс извинилась за инцидент, заявив: 

«В тот момент, когда я намеревался восхититься мужеством нескольких своих сестёр, я сказала что-то, что, как я теперь понимаю, могло быть воспринято как неуважение, и я приношу свои извинения…»
После раскаяния королевы скандал постепенно сошёл на нет.
17 декабря 2018 года в Бангкоке, вскоре после участия в конкурсе «Мисс Вселенная 2018», Сара Роуз Саммерс обручилась со своим давним бойфрендом Коннером Комбсом (англ. Conner Combs); 20 октября 2019 года в Антхеме (штат Аризона) состоялась их свадьба.